# 考氏背鱗魚
考氏背鱗魚（学名：Notolepis coatsi）為輻鰭魚綱仙女魚目帆蜥魚亞目魣蜥魚科的一種，分布於南冰洋海域，為深海魚類，深度0-2000公尺，體長可達30公分，棲息在表中層水域，以磷蝦為食，生活習性不明。